# Anamnese (sygehistorie)
 Denne artikel omhandler sygehistorie. Opslagsordet har også en anden betydning, se Anamnese (liturgi).
Anamnese (gr: αναμνησις anamnesis "erindring") er betegnelsen for patientens egen redegørelse for sin sygehistorie eller generelt for en patients sygehistorie.
Anamnesen bruges og optages af sundhedsprofessionelle (læger, ambulancereddere, kiropraktorer, fysioterapeuter, ergoterapeuter, m.v.) for at kunne planlægge den korrekte behandling for en specifik patient.
Anamnese bruges desuden også om en borgers journal inden for det offentlige og omfatter bl.a. fortløbende journalnotater i en kontanthjælpssag, en pensionssag, en sygedagpengesag o.l.